# Rafał Grodzicki
Rafał Grodzicki (ur. 28 października 1983 w Krakowie) – polski piłkarz występujący na pozycji obrońcy. 

## Życiorys
Od 13 stycznia 2015 roku był piłkarzem Ruchu Chorzów, z którym podpisał kontrakt ważny do końca czerwca 2017 roku. 
Wcześniej reprezentował barwy Zwierzynieckiego KS Kraków, Cracovii, LKS-u Niedźwiedź, Górnika Wieliczka, GKS-u Bełchatów i Ruchu Chorzów, z którym zdobył brązowy i srebrny medal mistrzostw Polski oraz dwukrotnie zagrał w finale Pucharu Polski. 
10 lipca 2019 został grającym asystentem trenera Motoru Lublin.

### Statystyki klubowe
Stan na koniec sezonu 2020/2021:
| Klub               | Sezon              | Liga               | Liga  | Liga   | Puchar kraju | Puchar kraju | Europa | Europa | Inne  | Inne   | Suma  | Suma   |
| Klub               | Sezon              | Liga               | Mecze | Bramki | Mecze        | Bramki       | Mecze  | Bramki | Mecze | Bramki | Mecze | Bramki |
| ------------------ | ------------------ | ------------------ | ----- | ------ | ------------ | ------------ | ------ | ------ | ----- | ------ | ----- | ------ |
| GKS Bełchatów      | 2005/2006 w        | Ekstraklasa        | 5     | 0      | 0            | 0            | –      | –      | –     | –      | 5     | 0      |
| GKS Bełchatów      | 2006/2007          | Ekstraklasa        | 17    | 0      | 1            | 0            | –      | –      | 10    | 0      | 28    | 0      |
| GKS Bełchatów      | 2007/2008 j        | Ekstraklasa        | 10    | 0      | 1            | 0            | 2      | 0      | 6     | 3      | 19    | 3      |
| GKS Bełchatów      | Ogólnie            | Ogólnie            | 32    | 0      | 2            | 0            | 2      | 0      | 16    | 3      | 52    | 3      |
| Ruch Chorzów       | 2007/2008 w        | Ekstraklasa        | 9     | 0      | 0            | 0            | –      | –      | –     | –      | 9     | 0      |
| Ruch Chorzów       | 2008/2009          | Ekstraklasa        | 27    | 0      | 6            | 0            | –      | –      | 4     | 0      | 37    | 0      |
| Ruch Chorzów       | 2009/2010          | Ekstraklasa        | 25    | 1      | 6            | 0            | –      | –      | –     | –      | 31    | 1      |
| Ruch Chorzów       | 2010/2011          | Ekstraklasa        | 27    | 0      | 2            | 0            | 6      | 0      | –     | –      | 35    | 0      |
| Ruch Chorzów       | 2011/2012          | Ekstraklasa        | 29    | 2      | 5            | 1            | –      | –      | –     | –      | 34    | 3      |
| Ruch Chorzów       | Ogólnie            | Ogólnie            | 117   | 3      | 19           | 1            | 6      | 0      | 4     | 0      | 146   | 4      |
| Śląsk Wrocław      | 2012/2013          | Ekstraklasa        | 17    | 0      | 3            | 0            | 2      | 0      | –     | –      | 22    | 0      |
| Śląsk Wrocław      | 2013/2014          | Ekstraklasa        | 23    | 2      | 1            | 0            | –      | –      | –     | –      | 24    | 2      |
| Śląsk Wrocław      | 2014/2015 j        | Ekstraklasa        | 4     | 0      | 2            | 0            | –      | –      | –     | –      | 6     | 0      |
| Śląsk Wrocław      | Ogólnie            | Ogólnie            | 44    | 2      | 6            | 0            | 2      | 0      | 0     | 0      | 52    | 2      |
| Ruch Chorzów       | 2014/2015 w        | Ekstraklasa        | 14    | 1      | 0            | 0            | –      | –      | –     | –      | 14    | 1      |
| Ruch Chorzów       | 2015/2016          | Ekstraklasa        | 33    | 0      | 2            | 0            | –      | –      | –     | –      | 35    | 0      |
| Ruch Chorzów       | 2016/2017          | Ekstraklasa        | 30    | 3      | 1            | 0            | –      | –      | –     | –      | 31    | 3      |
| Ruch Chorzów       | Ogólnie            | Ogólnie            | 77    | 4      | 3            | 0            | 0      | 0      | 0     | 0      | 80    | 4      |
| Stal Mielec        | 2017/2018          | I liga             | 25    | 0      | 0            | 0            | –      | –      | –     | –      | 25    | 0      |
| Stal Mielec        | 2018/2019          | I liga             | 17    | 0      | 1            | 0            | –      | –      | –     | –      | 18    | 0      |
| Stal Mielec        | Ogólnie            | Ogólnie            | 42    | 0      | 1            | 0            | 0      | 0      | 0     | 0      | 43    | 0      |
| Motor Lublin       | 2019/2020          | III liga           | 18    | 0      | –            | –            | –      | –      | –     | –      | 18    | 0      |
| Motor Lublin       | 2020/2021          | II liga            | 29    | 0      | –            | –            | –      | –      | –     | –      | 29    | 0      |
| Motor Lublin       | Ogólnie            | Ogólnie            | 47    | 0      | –            | –            | –      | –      | –     | –      | 47    | 0      |
| Ogólnie w karierze | Ogólnie w karierze | Ogólnie w karierze | 349   | 9      | 31           | 1            | 10     | 0      | 20    | 3      | 410   | 13     |

## Osiągnięcia
- wicemistrzostwo Polski: 2007, 2012
- finalista Pucharu Polski: 2009, 2012, 2013
- finalista Pucharu Ekstraklasy: 2007
- finalista Superpucharu Polski: 2007